# Калужа
Калужа (слч. Kaluža) насељено је мјесто са административним статусом сеоске општине (слч. obec) у округу Михаловце, у Кошичком крају, Словачка Република.

## Становништво
| Година:    | 1994. | 2004.   | 2014.   | 2024.    |
| ---------- | ----- | ------- | ------- | -------- |
| Број људи: | 343   | 375     | 394     | 481      |
| Разлика:   |       | +9,32 % | +5,06 % | +22,08 % |

| Година:    | 2023. | 2024.   |
| ---------- | ----- | ------- |
| Број људи: | 472   | 481     |
| Разлика:   |       | +1,90 % |

Према подацима о броју становника из 2011. године насеље је имало 359 становника.